# 54 Piscium b
54 Piscium b (HD 3651 b), đôi khi được phân loại là 54 Piscium Ab để phân biệt với sao lùn nâu trong hệ thống, là một hành tinh ngoài hệ mặt trời cách khoảng 36 năm ánh sáng trong chòm sao Song Ngư. Hành tinh được phát hiện quay quanh ngôi sao lùn cam 54 Piscium. Khối lượng tối thiểu của hành tinh bằng 1/5 khối lượng sao Mộc và nó quay quanh ngôi sao theo quỹ đạo rất lệch tâm có chu kỳ khoảng hai tháng một lần.

## Khám phá
Vào ngày 16 tháng 1 năm 2002, một nhóm các nhà thiên văn học (do Geoff Marcy dẫn đầu) đã tuyên bố phát hiện ra một hành tinh ngoài hệ mặt trời xoay xung quanh 54 Piscium bằng phương pháp vận tốc xuyên tâm, một quá trình sử dụng hiệu ứng "lắc lư" mà một ngôi sao có thể gặp phải nếu có gì đó đang kéo nó. Hành tinh này được ước tính có khối lượng chỉ bằng 20% so với khối lượng Sao Mộc (làm cho hành tinh xung quanh có cùng kích thước và khối lượng của Sao Thổ).

## Quỹ đạo và khối lượng

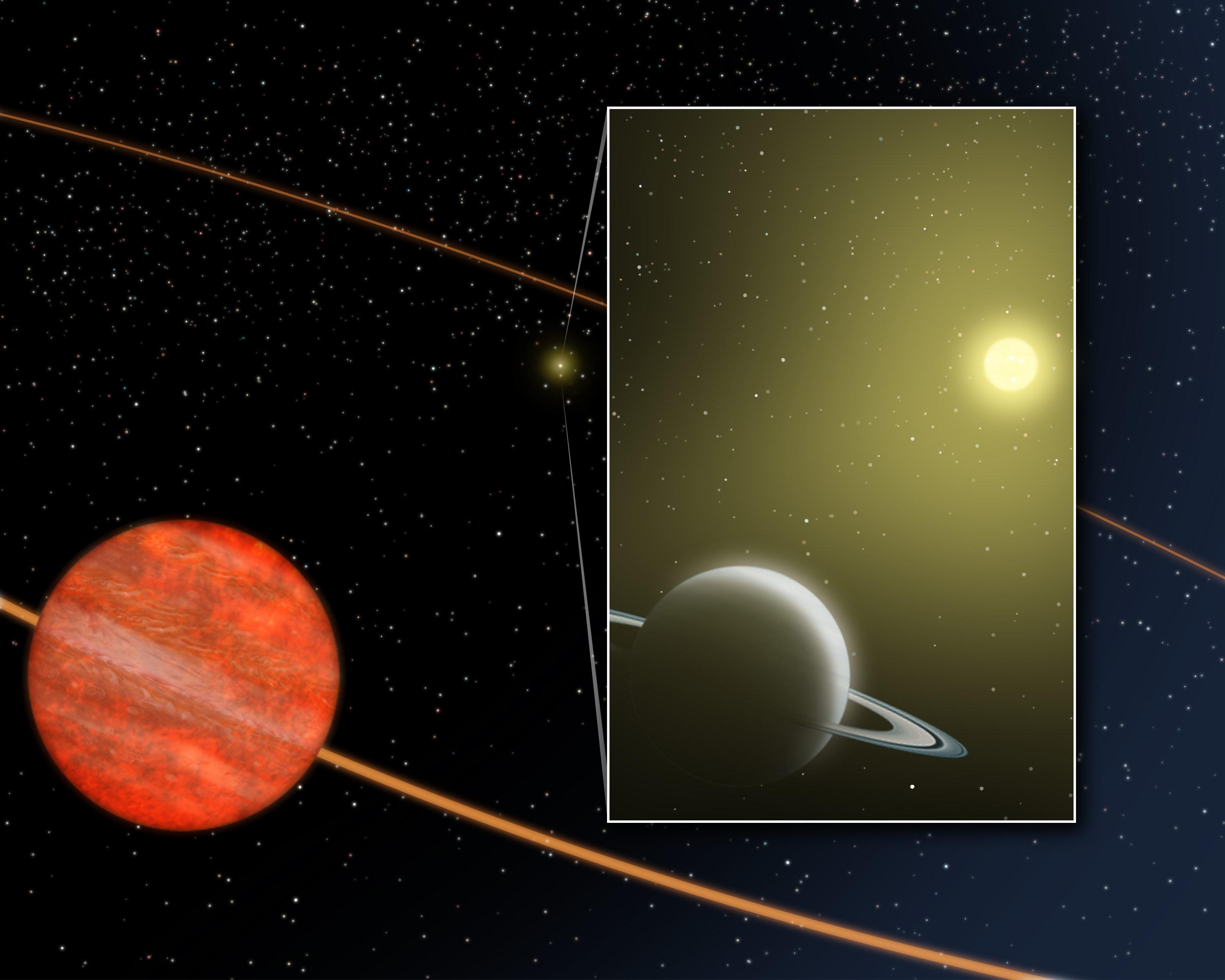
Hình minh họa về sao lùn nâu (54 Piscium B) và hành tinh gần mặt trời hơn (54 Piscium b).

Hành tinh quay quanh ngôi sao chủ của nó ở khoảng cách 0,28 đơn vị thiên văn (tương tự như trong quỹ đạo của Sao Thủy), mất khoảng 62 ngày để hoàn thành. Hành tinh này có độ lệch tâm cao khoảng 0,63. Tuy nhiên, quỹ đạo hình elip cao cho thấy lực hấp dẫn của một vật thể không nhìn thấy ở xa ngôi sao đang kéo hành tinh ra ngoài. Quỹ đạo lệch tâm trở nên rõ ràng với việc phát hiện ra sao lùn nâu trong hệ thống.

### Nhiễu loạn
Quỹ đạo của một hành tinh giống Trái đất sẽ cần phải tập trung trong vòng 0,68 AU  (xung quanh khoảng cách quỹ đạo của Sao Kim), trong hệ thống Kepler có nghĩa là thời gian quỹ đạo 240 ngày. Trong một mô phỏng năm 2006 với sao lùn nâu, quỹ đạo của 54 Piscium b "quét sạch" hầu hết các hạt thử nghiệm trong vòng 0,5 AU, chỉ để lại các tiểu hành tinh "trong quỹ đạo lệch tâm gần khoảng cách điểm viễn sao của hành tinh đã biết, gần cộng hưởng chuyển động trung bình 1:2". Ngoài ra, quan sát đã loại trừ các hành tinh thuộc lớp Hải vương tinh hoặc nặng hơn với thời gian từ một năm trở xuống; vẫn cho phép các hành tinh có kích thước Trái đất ở mức 0,6 AU trở lên.